# Kuno Klötzer
Kuno Klötzer (Geyer, 1922. április 19. – Norderstedt,  2011. augusztus 6.) német labdarúgó, fedezet, edző.

## Pályafutása

### Játékosként
1946 és 1949 között a Helmstedter SV, 1949 és 1952 között a Werder Bremen labdarúgója volt.

### Edzőként
1953 és 1957 között a Fortuna Düsseldorf, 1957–58-ban a Hannover 96, 1958 és 1961 között a Preußen Münster, 1961 és 1963 között a Schwarz-Weiß Essen, 1963 és 1967 között ismét a Fortuna Düsseldorf]] vezetőedzője volt. A Fortunával az 1965–66-is idényben a Regionalliga West bajnoka lett. 1967–68-ban a Wuppertaler SV, 1968–69-ben a Rot-Weiß Essen, 1969–70-ben az 1. FC Nürnberg, 1970 és 1972 között a Kickers Offenbach szakmai munkáját irányította. Az offenbachi csapattal 1971–72-ben a Regionalliga Süd bajnoki címét szerezte meg. 1973 és 1977 között a Hamburger SV vezetőedzőjeként tevékenykedett. Legnagyobb edzői sikerét is itt érte el. 1976-ban nyugatnémetkupa-győztes lett a csapattal, majd a következő, 1976–77-es idényben a kupagyőztesek Európa-kupáját is elnyerte az együttessel. 1977 és 1980 között a Hertha BSC, 1980–81-ben a Werder Bremen vezetőedzője volt. A Werderrel ebben az idényben bajnok lett a másodosztályban. 1981–82-ben az MSV Duisburgnál fejezte be edzői pályafutását.

## Sikerei, díjai

### Edzőként
Fortuna Düsseldorf
- Regionalliga West
  - bajnok: 1965–66
- Intertotó-kupa
  - csoportgyőztes: 1967

 Kickers Offenbach
- Regionalliga Süd
  - bajnok: 1971–72

 Hamburger SV
- Nyugatnémet kupa (DFB-Pokal)
  - győztes: 1976
- Kupagyőztesek Európa-kupája (KEK)
  - győztes: 1976–77

 Werder Bremen
- Nyugatnémet bajnokság - másodosztály (2. Bundesliga)
  - bajnok: 1980–81